# Hancock (Maryland)
Hancock je malé město v okresu Washington County ve státě Maryland ve Spojených státech amerických. Nachází se v regionu Západního Marylandu na řece Potomac pouhých několik desítek metrů od hranice se Západní Virginií a asi kilometr od hranice s Pensylvánií ve vůbec neužším bodě státu Maryland. 
K roku 2020 zde žilo 1 557 obyvatel. S celkovou rozlohou 8 km² byla hustota zalidnění 202 obyvatel na km². Pojmenováno bylo po Edwardu Josephu Hancockovi. Leží v oblasti s vlhkým subtropickým podnebím. 